# Pabellón La Salobreja
El pabellón La Salobreja es un pabellón polideportivo ubicado en Jaén, España. En él disputaba sus partidos como local el Jaén Fútbol Sala, hasta su traslado al Olivo Arena en 2021.

## Historia
Se inauguró en 1976, cuando al Jaén F.S. todavía no se había fundado, ya que el pabellón fue construido para el uso público. Se encuentra en el recinto Polideportivo La Salobreja, de ahí su nombre.

## Eventos deportivos
Se han disputado partidos de: Primera División, Segunda División, Segunda División B, Tercera División, Play-Off por la Liga, Copa del Rey, European Cup of Champion Clubs, Copa Diputación y Trofeo del Olivo.
Además en ocasiones sirve como pabellón local para las categorías inferiores del Jaén F.S., concretamente del Jaén F. S. "B".

## Principales eventos deportivos que ha albergado
En 1975 fue sede de la final de la Copa del Generalísimo de baloncesto, siendo la edición 39.ª.
| 26 de abril de 1975, 19:00 | Estudiantes Aguas Monteverde       | 85–114                             | Real Madrid                        | |  |
| 19:00 GTM+1                | Marcador por tiempos: 44–69, 41–45 | Marcador por tiempos: 44–69, 41–45 | Marcador por tiempos: 44–69, 41–45 | |  |
|                            | Estadísticas Gonzalo Sagi-Vela 26  | Pts                                | Estadísticas Rafael Rullán 23      | Pabellón: Pabellón La Salobreja, Jaén Asistencia: 1500 espectadores Árbitros: José Ángel Gárate Pedro Hernández Cabrera |  |

En 1991 fue sede de la final del Campeonato Europeo de Campeones UEFS.
| Campeonato Europeo de Campeones UEFS; 30 de marzo de 1991 | Oliva Secavi Jaén F.S. | 0-0 (5-3 p.)(Global 5-3)   | Correio da Manha Lisboa |                               |                               |
|                                                           | Douglas                | Reporte                    |                         | Asistencia: 1500 espectadores | Asistencia: 1500 espectadores |
|                                                           |                        | Tiros desde el punto penal |                         |                               |                               |
|                                                           | ,                      |                            | ,                       |                               |                               |